# Batalla d'Oriamendi
La batalla d'Oriamendi va ser un conflicte militar succeït durant la Primera guerra carlina, el dia 16 de març del 1837, entre els carlins i els isabelins, aquests darrers compostos fonamentalment per la Legió Auxiliar Britànica, també coneguda per "Legió Evans".

## Antecedents
Sant Sebastià es trobava incomunicada pràcticament amb Vitòria i Pamplona des de principis de 1834 i el contacte amb Bilbao era per mar. Després del fracàs del setge de Bilbao el juny de 1835, una part de les tropes carlines dels batallons guipuscoans que hi havien participat van començar a assetjar Sant Sebastià a les ordres de José Miguel de Sagastibeltza, que volia atacar i prendre la ciutat, tot i que el cap militar carlí Nazario Egia desitjava mantenir el setge sense atacs.
Els donostiarres van sol·licitar ajuda a Luis Fernández de Córdoba, que els va enviar la Legió Auxiliar Britànica de George de Lacy Evans, la qual en el seu primer destí a Àlaba es va comprovar que no tenia experiència per actuar contra la tàctica guerrillera de bosc i muntanya carlina i havia estat duta a Bilbao. Des d'allà va ser transportada per mar a Sant Sebastià, on va formar part de la seva guarnició i disposava d'un estol de la Royal Navy amb permís d'utilitzar el port de Pasaia. Sagastibeltza va demanar més homes i Egia li va enviar reforços.
A principis de 1837, el comandament isabelí del nord va planejar una ofensiva de gran abast que consistia, fonamentalment, en què les forces de Pedro Sarsfield a Pamplona, Baldomero Espartero a Bilbao i George de Lacy Evans a Sant Sebastià sortirien de les seves guarnicions al mateix temps, convergint en un lloc que mai va quedar definit amb claredat, però que estaria situat entre l'alt Deva i l'alt Urola.
Assabentats els carlistes, el març de 1837, que les columnes dels generals Espartero, Lacy Evans i Sarsfield anaven a començar les operacions d'invasió atacant per diversos punts per a distreure l'atenció de l'enemic, el seu cap l'infant Sebastià de Borbó i de Bragança decidí de caure sobre el més feble dels exèrcits invasors, per fer-ho després sobre els altres, per separat i d'una manera successiva.
Espartero no va trobar sentit en realitzar aquesta operació, per la qual cosa va sortir de Bilbao amb poc entusiasme el dia 10 de març i encara que va aconseguir arribar fins a Elorrio, va tornar al seu punt de partida en veure la tenacitat amb què s'oposaven a la seva marxa els carlins.

## Moviments durant la batalla
George de Lacy Evans decidí sortir amb els seus 28 batallons el 10 de març de Sant Sebastià i per Alza ocupar l'altura d'Ametzagaña, avançar ràpidament fins Astigarraga, apoderar-se del barri i pont d'Ergovia, destruir el pont de fusta i enfront d'Hernani, ocupat pels carlins, fortificar les posicions ocupades, posant així en greu situació als seus enemics. Aquest pla es desenvolupà de la forma següent: Evans, concentrat a Miracruz, envià tres batallons a ocupar la Calzada, enfront d'Oriamendi, amagant un atac contra Lasarte a l'albada del dia 10, per cridar l'atenció de les forces situades a Hernani; fa que d'altres tres batallons travessin la badia de Pasaia atacant Lezo amb decisió, per fer creure a l'enemic que aquell era el verdader objectiu, i mentrestant ell, amb el gruix de les seves forces, avançava pel centre.
L'atac envers Lezo enganya els carlistes, que acudeixen des d'Hernani amb Bartolomé de Guibelalde i el seu estat major, però en passar prop de d'Astigarraga sentiren un sostingut foc de fusells i artilleria que els feu veure que l'atac principal era pel centre, havent-se ja l'enemic apoderat d'Ametzagaña, envoltant els dos batallons que defensaven la posició. Llavors, Guibelalde canvià de propòsit, trobant-se amb les forces liberals a la rodalia d'Astigarraga, travant-se llavors un acarnissat combat per la conquista de l'alt d'Antondegui, que en finalitzar el dia restà en poder dels carlistes, acampant els liberals en les altures d'Ametzagaña.
Després de lleugeres batusses durant els dies 12 i 13 de març, Evans es traslladà el dia 14 al camí de San Sebastià a Hernani, replegant-se els carlins després de defensar tenaçment tots els punts ocupats sobre el pont d'Ergovia i Hernani, deixant un batalló en el reducte d'Oriamendi. Al matí del 15 seguí l'avanç dels liberals en tres direccions, arribant la columna del centre fins a prop del fort d'Oriamendi, la de la dreta vers l'alt de Pallaga, i la de l'esquerra al port d'Aguirre, aconseguint Gaspar de Jáuregui, a la tarda, apoderar-se del fort, retirant-se els carlistes força trencats, però amb ordre, a Hernani i el pont d'Ergovia, on pernoctaren.

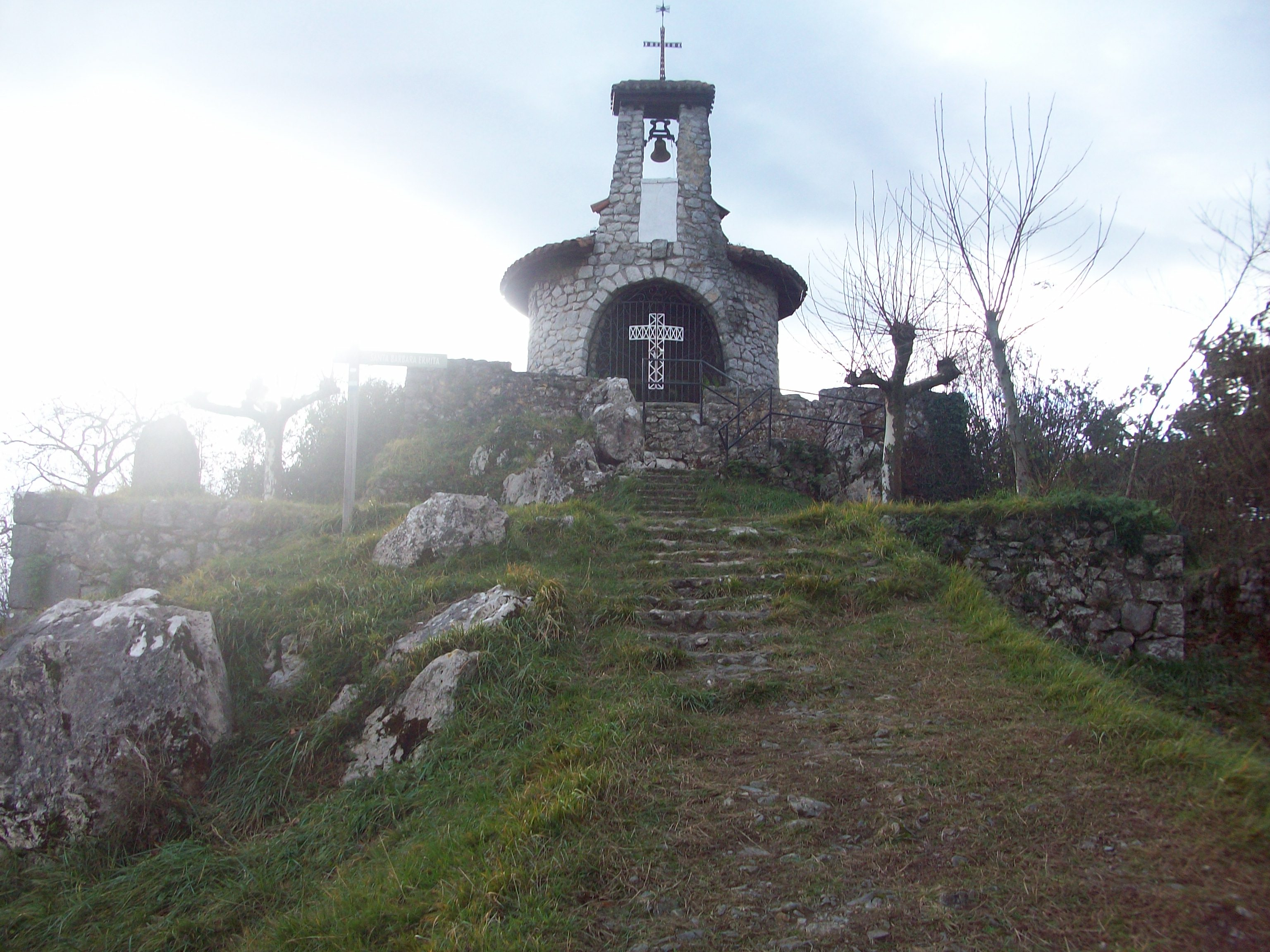
Alt de Santa Bàrbara, un dels punts principals de la Batalla d'Oriamendi

L'infant Sebastià de Borbó i de Bragança, que des de Puente la Reina acudia als punts amenaçats, arriba a Tolosa, i allà, coneixedor de la situació, es decideix a atacar Evans, entrant a Hernani a la sortida del sol del dia 16, en moments extremadament crítics. El cap dels liberals, mentrestant, havia obligat a enretirar-se a totes les forces avançades que tenia enfront, forçant-les a cercar refugi darrere els murs d'Hernani, que amb les altures atrinxerades de Santa Bárbara i un reducte que les lligava amb el poble, eren els únics punts que posseïen.
La posició ocupada pels liberals formava un angle, en el qual el vèrtex era el reducte d'Oriamendi, estenent-se la banda esquerra fins a l'altura d'Arriete, ocupant alguns batallons en guerrilla els alts intermedis entre Hernani i el reducte, resultant una posició formidable defensada per nombrosa infanteria i artilleria. Els carlistes recolzaven la seva esquerra en el cementiri i la dreta a Ergovia. El general Pablo Sanz y Baeza, que manava la línia mentre arribava l'infant, ordenà al 6è batalló guipuscoà que s'apoderés de l'altura de Betizarán, la qual cosa aconseguí, malgrat ser una operació extremadament difícil, a força de valentia, malgrat que poc temps després fou desallotjat pels liberals, que comprengueren la importància de la posició.
Sebastià de Borbó, que s'havia decidit a donar batalla sota la seva responsabilitat, i contra l'opinió de Vicente González Moreno, ordenà que Iturriza i Sopelana ataquessin l'esquerra liberal, forçant el pont d'Astigarraga fins a fer recular l'esquerra i el centre més enllà del reducte d'Oriamendi; encarregà l'atac del centre de l'enemic al valent Bruno Villarreal i el de la dreta als brigadiers Iturriaga i Quílez, secundats aquests atacs per les brigades d'Alza i Goiri.

## Derrota liberal
Inicià la derrota liberal l'haver cedit uns batallons que des d'una posició dominant defensaven el pont d'Ergovia, en veure que el batalló carlista havia forçat el pas, col·locant-se a rereguarda del flanc liberal, i sobretot l'heroisme de Villarreal, que vencent tota resistència aconseguí donar-se la mà amb les forces de Sopelana, renovant juntes l'atac que portà al desordre a les files enemigues.
George de Lacy Evans després de resistir tot el que va poder, no va tenir més remei que declarar-se en derrota i abandonar el camp i les posicions que dies abans havia conquerit. Els vencedors perseguiren acarnissadament els vençuts, sobretot les tropes angleses, que foren atacades sense compassió. El desastre hagués pogut estat més gran si no s'hagués presentat en el seu ajut un batalló de la Royal Navy, amb forta artilleria.

## Conseqüències
L'Expedició Reial, organitzada per l'infant Sebastià tenia la finalitat d'arribar a Madrid amb el pretendent al tron d'Espanya Carles Maria Isidre de Borbó, des del nord creuant la península amb les millors tropes de l'exèrcit carlí i arribant a les portes de Madrid el 12 de setembre, però els carlins no van realitzar cap intent d'ocupar la capital, que restava indefensa i la indecisió de Carles V, que esperava el compliment del pacte secret fet amb la reina Maria Cristina de reconèixer-lo com a rei. L'arribada de Baldomero Espartero, que va entrar a Madrid el dia 13 i va perseguir els carlins, que es van retirar cap al nord, derrotant-los a la batalla d'Aranzueque, va provocar el retorn de l'expedició a Navarra i el de Cabrera al Maestrat. Dos mesos després, aprofitant l'Expedició Reial, els donostiarres van aconseguir trencar el bloqueig després de prendre Hernani.